# Margaretha Hardenbergkerk
De Margaretha Hardenbergkerk is een zeventiende-eeuwse kerk in het dorp Wildervank in de Nederlandse provincie Groningen.
Volgens overlevering viel Margaretha Jans Hardenberg, vrouw van de vervener Adriaan Geerts Wildervanck, op een warme zomerdag op de hei in slaap. Toen zij wakker werd, zag zij dat er een adder om haar arm kronkelde. Ze beloofde God een kerk te bouwen op die plaats, als de adder haar niet zou bijten. De slang gleed vervolgens van haar arm en verdween. Dit verhaal werd al in 1658 uitgebeeld in het zegel van het kerspel Veendam in Wildervank en later in het wapen van de gemeente Veendam.
Op 24 september 1659 werd de eerste steen van het kerkgebouw gelegd door Margaretha's zoon Gerhard Wildervanck. De kerk is gebouwd als zaalkerk. Het echtpaar Wildervanck-Hardenberg kreeg er een eigen grafkelder. In 1777 werd de kerk verbouwd en uitgebreid met een dwarsarm aan de noordzijde. In 1835 werd de huidige torenspits geplaatst. In 1857 werd de kerk opnieuw uitgebreid, nu met een dwarsarm aan de zuidzijde. In 1867 plaatste de orgelbouwer Roelf Meijer in deze kerk zijn eerste en grootste kerkorgel.
Een bijzonderheid vormen de concaaf uitzwenkende steunberen tegen de zijmuren van zowel het schip als het dwarsschip, die de kerk gemeen heeft met de kerken van  Nieuwolda (1718), Kropswolde (1773) en Solwerd (1783), alsmede met de toren (1713-1718) van de door stadsbouwmeester Allert Meijer ontworpen Der Aa-kerk in Groningen. Zij vormen vermoedelijk een toespeling op de Tempel van Salomo in Jeruzalem, waarvan in de zeventiende eeuw reconstructies waren gemaakt die zulke steunberen bezaten, onder meer van de hand van de Spaanse Jezuïetenpater Juan Bautista Villalpando en de joodse Amsterdamse geleerde Jacob Juda Leon. In de kerk bevindt zich een rond 1694 vervaardigde preekstoel, die door diezelfde Meijer ontworpen is; het snijwerk is van de hand van zijn vaste medewerker Jan de Rijk
Na het samengaan van de Hervormde Gemeente en Gereformeerde Kerk werd in 2007 het beheer van het gebouw overgedragen aan de Stichting Wildervanck. Het gebouw wordt sindsdien niet meer gebruikt voor kerkdiensten, maar wel voor culturele activiteiten.

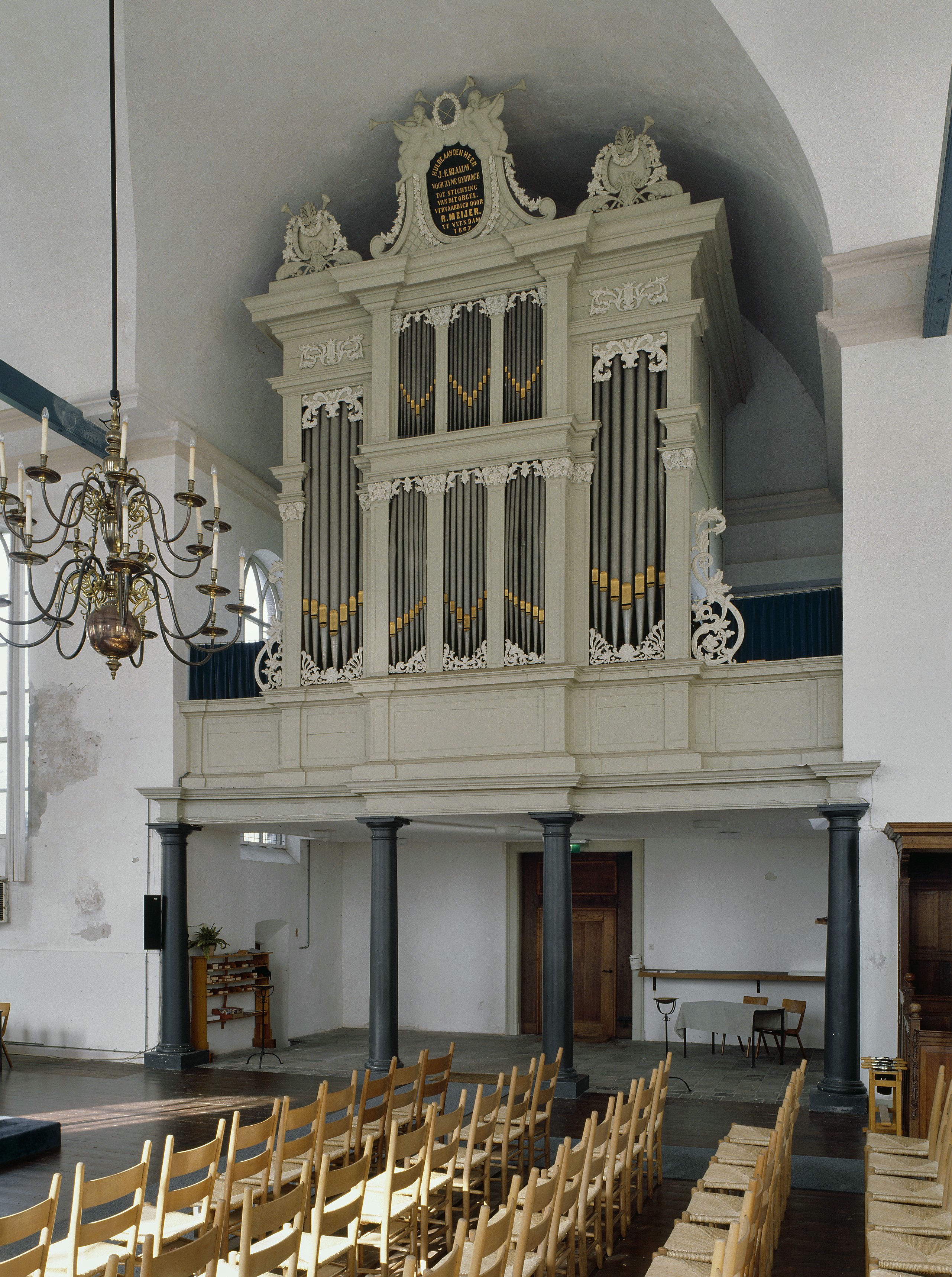
Het Meijer-orgel uit 1867